# あっぷる出版社
株式会社あっぷる出版社（あっぷるしゅっぱんしゃ）は、東京都千代田区にある日本の出版社。

## 沿革
- 1983年3月、東京都千代田区猿楽町にて設立
- 2021年6月、千代田区西神田に本社移転

## 主な刊行物
- 『西表島探検』『南島探検』（安間繁樹著）
- 『芦生原生林今昔物語』『熱帯の森から 森林研究フィールドノート』（渡辺弘之著）
- 『植手通有著作集1 - 3』（植手通有著）
- 『強い人生を作る中村天風の言葉』『検診・手術・抗がん剤の前に読む癌の本』（松本光正著）
- 『アジアの伝統染織と民族服飾』（道明三保子著）
- 『小規模保育のつくりかた』（貞松成著）